# Станьково (усадьба)
Усадебно-парковый комплекс графов Ча́пских (бел. Сядзібна-паркавы комплекс Чапскіх) — памятник архитектуры и садово-паркового искусства второй половины XIX века. Расположен в деревне Станьково Дзержинского района на равнинном рельефе (прямоугольный участок около 15 га) со склоном в сторону искусственного водоема, который ограничивает его с юга. С запада граница проходит по главной улице деревни. Включал дворец, флигель, два жилых дома, хозяйственные постройки, усадебный парк. Сохранились здание флигеля, так называемого «скарбца», жилой дом, восточные ворота, беседки, некоторые хозяйственные постройки. Парк заложен в 1870-е годы в усадьбе графа Э. Гуттен-Чапского, комплекс формировался до начала XIX века.
После Октябрьской революции во дворце располагалась школа, потом детская колония. В годы Великой Отечественной войны дворец разрушен, а после войны на его месте была построена школа-интернат.

## Архитектура и постройки

### Господский дом
Дворец — двухэтажное П-образное в плане здание. Был построен в 1880 году в романтическом стиле с использованием форм средневековой архитектуры. Подземным коридором дворец был связан с флигелем (кухня). С северной стороны — со специальным павильоном, т.н. «скарбцом», предназначенным для коллекций владельца усадьбы (оба построены в 1880 году).

### Флигель
Флигель — одноэтажное прямоугольное в плане здание с двускатной крышей. Углы и цоколь рустованные, фасады ритмично расчлененные лучковыми окнами, декорированные замковый камень. Стены подпоясаны упрощенном антаблементом с дентикулом.

### «Скарбец»
«Скарбец» — двухэтажный квадратный в плане павильон с четырьмя угловыми башнями, напоминает средневековый замок в миниатюре. Башни завершены шатровыми головками, украшенный аркатурным поясами. Стены боковых и тыльной фасадов имеют завершении в виде щитов. Окна прямоугольные на первом этаже и стрельчатые на втором, оформленные прафилявыми сандриками.
Музейные коллекции «скарбца» включали: нумизматические собрания, исторические изображения, собрание живописи и графики, гравюры, старинные иконы, старое оружие, вещи декоративно-прикладного искусства, археологические и геологические редкости и прочее. В библиотеке было более 20 тысяч томов, собрание рукописей; выданы специальные каталоги по отдельным коллекциям. В 1894 году часть музея вывезена в Краков, сейчас находится в отделе имени Э. Гуттен-Чапского Национального музея Польши.

### Дом прислуги
Около 1900 года из кирпича построен жилой дом в стиле неоготики. Двухэтажный Г-образное в плане, с коротким двухэтажном и удлиненным одноэтажном крыльями. Торцевой части двухэтажного объема завершены ступенчатыми щитами. Этажи отделены карнизных поясом, углы рустованные, окна первого этажа стрельчатые, другой — прямоугольные. Выделяется южный фасад одноэтажного объема, в декоре которого использованы пилястры, профилированные плинтуса, прямоугольные оконные проемы, сандрики. Планировка коридорная.

### Усадебный парк
Парк пейзажного типа с элементами романтизма. Площадь около 15 га. С трех сторон обнесен каменной стеной, на юге — большой искусственный водоем. Композиция его построена на трех широких перспективах, которые с возвышенной части раскрываются в сторону водоема. В западной части парка стоял дворец. На юго-востоке от дворца начинался широкий луг, перерезаны протокой с двумя островами. В массиве деревьев проложена широкая аллея, по склону ведет к двух островов.
На западной острове стоит беседка — восьмиколонная ротонда. Замыкала перспективу Николаевская церковь (1858 года постройки).
На партере перед дворцом был небольшой круглый фонтан (сохранилась чаша от него).

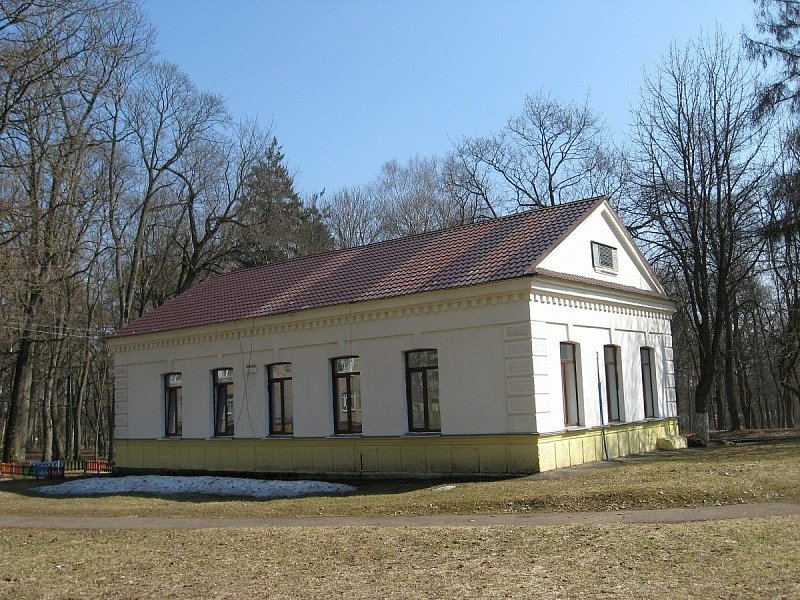
Флигель
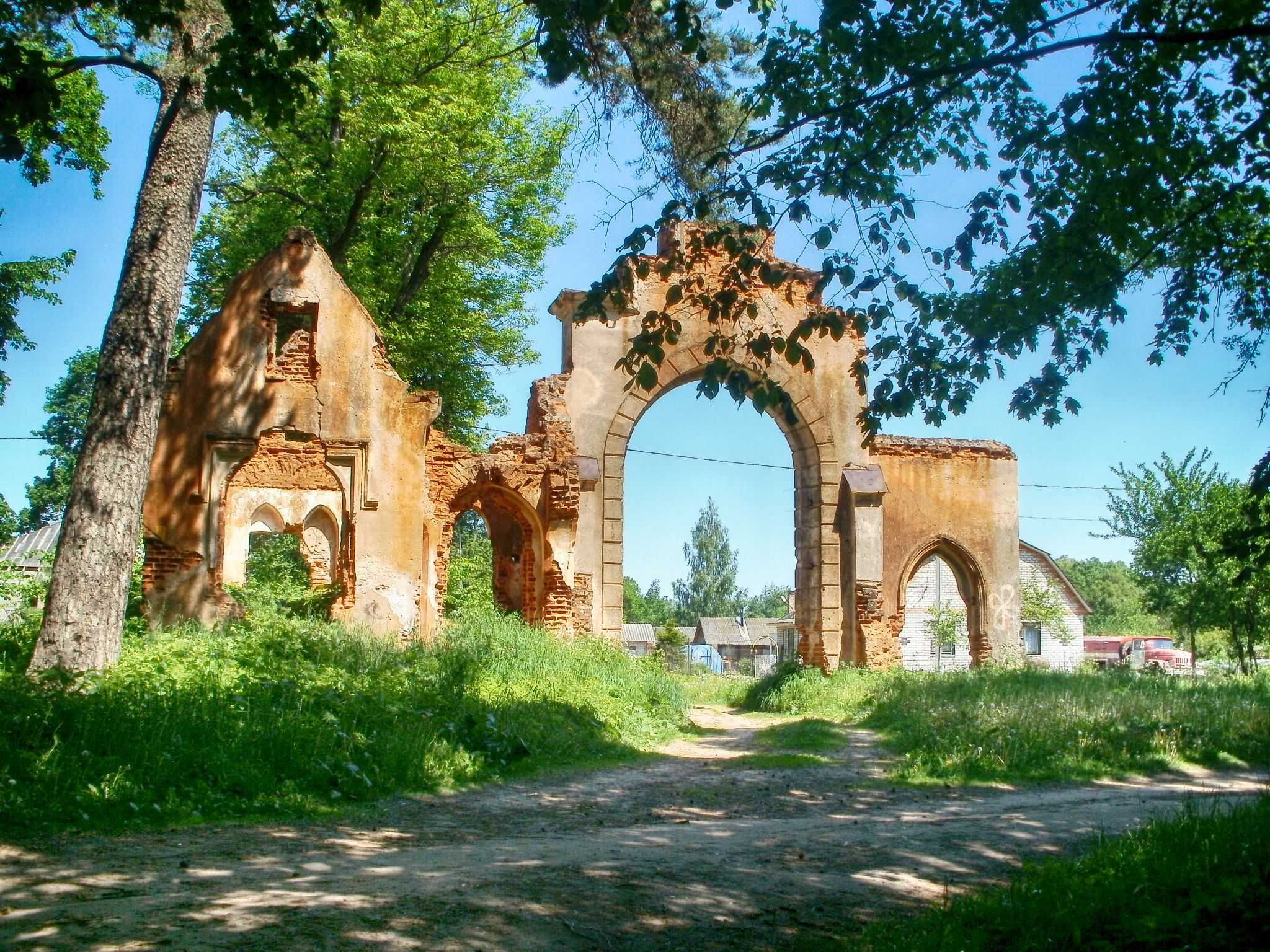
Брама (ворота)
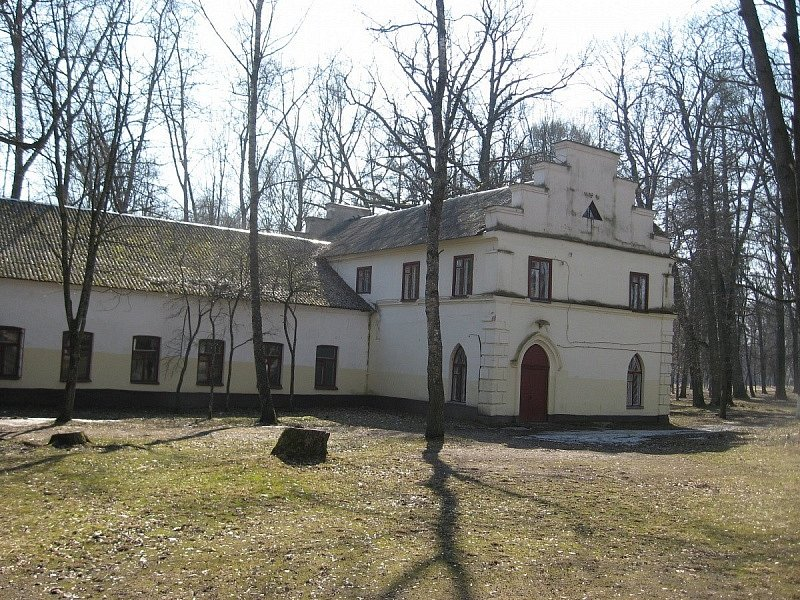
Дом прислуги
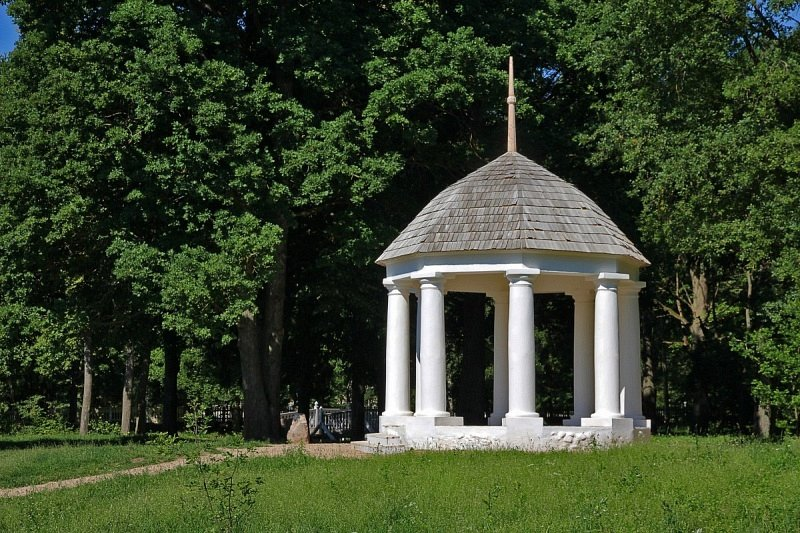
Беседка

### Брама
В 1880—1890-е годы при въезде с востока были возведены из кирпича ворота со сторожкой, накрытой двускатной крышей. Ворота — трёхпролётная стрельчатая арка с повышенной центральной частью, завершенной ступенчатой щитом. Стены обработаны плоскими арочными нишами.